# Alexander Andrejewitsch Archangelski

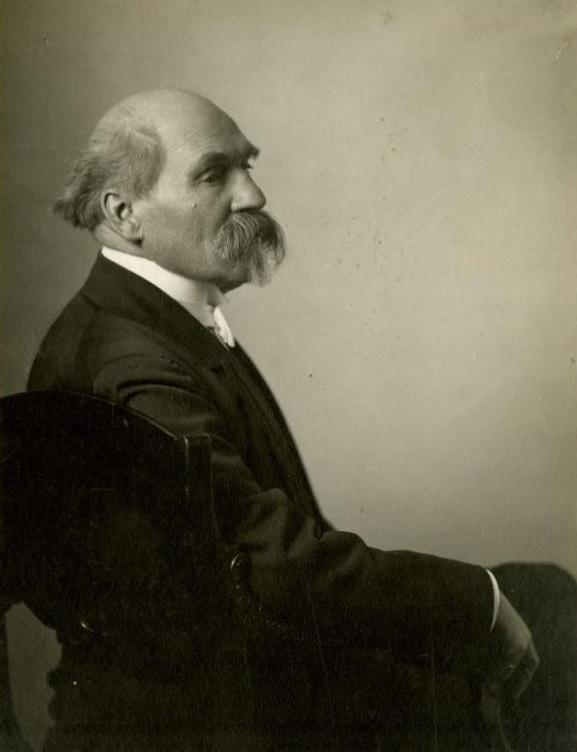
Alexander Andrejewitsch Archangelski

Alexander Andrejewitsch Archangelski (russisch Алекса́ндр Андре́евич Арха́нгельский; * 11. Oktoberjul. / 23. Oktober 1846greg. im Staro-Tesikowo, Gouvernement Pensa; † 16. November 1924 in Prag) war ein russischer Kirchenmusiker, Komponist und Chorleiter.

## Leben
Archangelski studierte an der Geistlichen Hochschule in Krasnoslobodsk und darauf am Geistlichen Seminar in Pensa, dessen Bischöflichen Chor er leitete. Danach wurde er Chorleiter in St. Petersburg. Seit 1872 hatte er eine Stelle an der St. Petersburger Hofkapelle. Er lehrte Gesang am Kaiserlichen Alexandrowski-Lyzeum. 1880 gründete er in St. Petersburg einen gemischten Chor, der sich ein umfangreiches Repertoire von Volkslied-Bearbeitungen, klassischer Chor-Musik und Werken zeitgenössischer Komponisten erarbeitete. In der Kirchen-Gesang-Praxis ersetzte er die Knabenstimmen durch Frauenstimmen. In der Öffentlichkeit erweckte er das Interesse am russischen Lied und vertonte viele Lieder für Chöre.
Archangelski schuf zwei neuartige Liturgien, eine Nachtwache-Vigil und bis zu 50 kleinere Werke, darunter acht cherubinische Gesänge, acht Hymnen Milost Mira (Geschenk des Friedens) und 16 Einzugsgesänge für den Gottesdienst.
Seine letzten zwei Lebensjahre verbrachte Archangelski in Prag. Sein Grab befindet sich auf dem Tichwiner Friedhof des Alexander-Newski-Klosters in St. Petersburg. 2002 wurde die Musik-Hochschule in Pensa nach Archangelski benannt. 2003 wurde am Zentrum für russische Chor- und Gesang-Kultur in Pensa eine Gedenktafel für Archangelski mit einem Relief des Bildhauers Alexander Chatschaturjan angebracht.

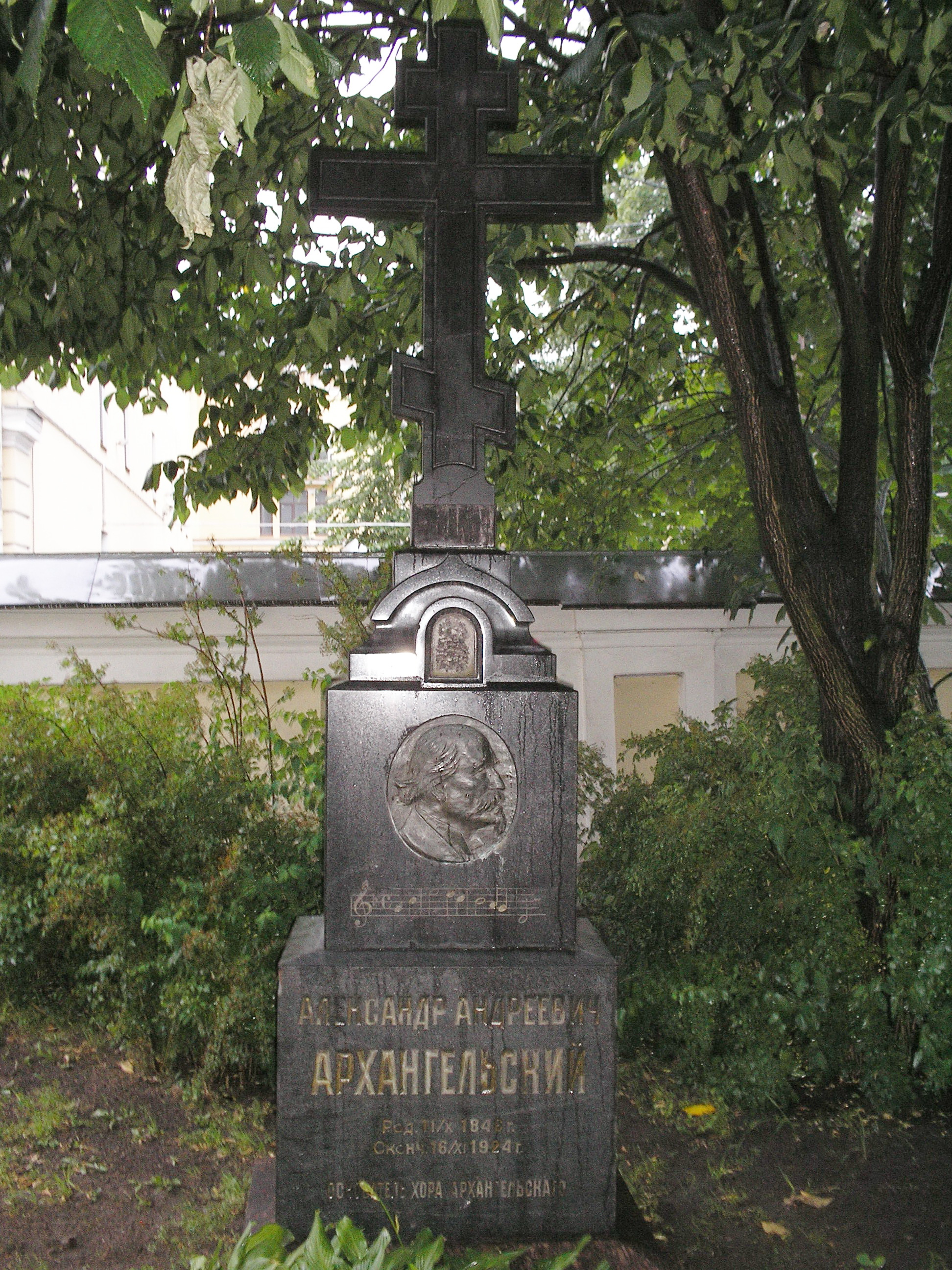
Archangelskis Grab auf dem Tichwin-Friedhof des Alexander-Newski-Klosters in St. Petersburg

## Ehrungen
- Verdienter Künstler der Russischen Sozialistischen Föderativen Sowjetrepublik (1921)